# Ituriregnskogen

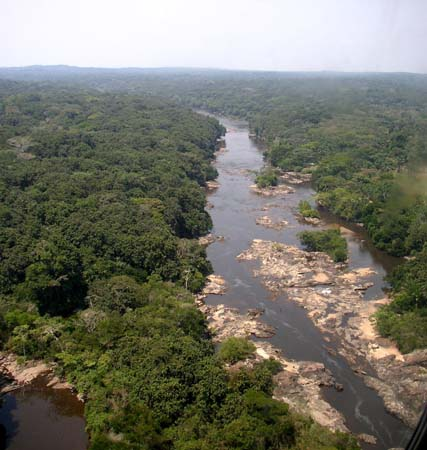
Vy över Epulufloden i Ituriregnskogen.

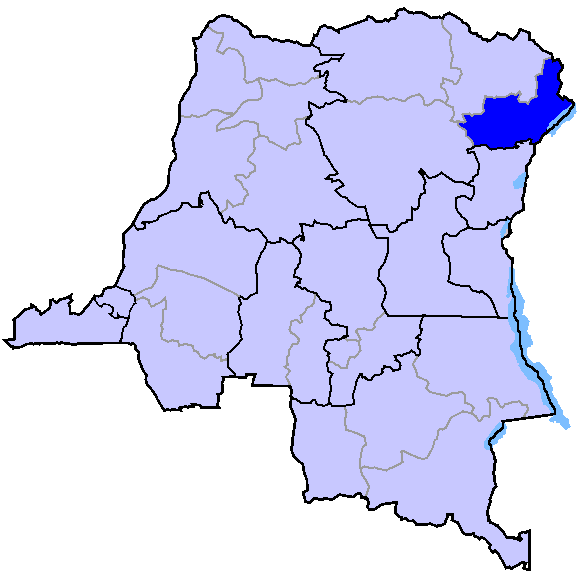
Karta över provinsen Ituri i Kongo-Kinshasa.

Ituriregnskogen (franska: Forêt de l'Ituri) är en regnskog som är belägen i provinsen Ituri i nordöstra Kongo-Kinshasa. Regnskogens namn härrör från den närliggande floden Ituri som rinner genom regnskogen, för att sedan flyta samman med Nepoko till Aruwimifloden som i sin tur mynnar ut i Kongofloden.